# Clàssica de Sant Sebastià 2010
La Clàssica de Sant Sebastià 2010 és la 30a edició de la Clàssica de Sant Sebastià i es va disputar el dissabte 31 de juliol de 2010 a Euskadi sobre un recorregut de 234 quilòmetres. La cursa començà i acabà a Sant Sebastià.
Com a novetat, i per endurir la cursa, es va fer un petit circuit final passant dues vegades pels ports de Jaizkibel i Arkale.
El vencedor final fou Luis León Sánchez i que va trencar la cursa en el darrer pas per l'alt de Jaizkibel, quan atacà a menys de 500 metres per coronar el port. Aleksandr Vinokúrov i Carlos Sastre contactaren amb Luisle durant el descens. El tercet aconseguí mantenir un avantatge d'entre 20 i 40" respecte a un grup perseguidor i tot i que Vinokúrov va intentar l'arribada en solitari a l'alt de Miracruz, a l'entrada de Sant Sebastià, el seu intent no va reeixir i la victòria se la jugaren a l'esprint. Luis León Sánchez fou el més ràpid i d'aquesta manera s'emportà aquesta edició de la clàssica, sent seguit per Vinokúrov i Sastre.

## Equips i ciclistes
21 equips participen en aquesta edició de la Clàssica de Sant Sebastià, els 18 equips ProTour i tres equips continentals professionals: Andalucía-Cajasur, Xacobeo Galicia i Cervélo TestTeam.
| Núm.    | Codi | Equip                 |
| ------- | ---- | --------------------- |
| 1-8     | QST  | Quick Step            |
| 11-18   | AST  | Astana Qazaqstan Team |
| 21-28   | KAT  | Team Katusha          |
| 31-38   | LIQ  | Liquigas-Doimo        |
| 41-48   | SAX  | Team Saxo Bank        |
| 51-58   | THR  | Team HTC-Columbia     |
| 61-68   | OLO  | Omega Pharma-Lotto    |
| 71-77   | RSH  | Team RadioShack       |
| 81-88   | GCE  | Caisse d'Epargne      |
| 91-98   | CTT  | Cervélo TestTeam      |
| 101-108 | RAB  | Rabobank ProTeam      |

| N.      | Code | Équipe              |
| ------- | ---- | ------------------- |
| 111-118 | LAM  | Lampre-Farnese Vini |
| 121-126 | EUS  | Euskaltel–Euskadi   |
| 131-138 | GRM  | Garmin-Slipstream   |
| 141-148 | SKY  | Team Sky            |
| 151-158 | ALM  | AG2R La Mondiale    |
| 161-168 | MRM  | Team Milram         |
| 171-177 | FDJ  | FDJ                 |
| 181-188 | FOT  | Footon-Servetto     |
| 191-198 | XAC  | Xacobeo Galicia     |
| 201-208 | ACA  | Andalucía-Cajasur   |

## Classificació final
| Pos. | Ciclista                  | Equip                 | Temps      | Punts UCI |
| ---- | ------------------------- | --------------------- | ---------- | --------- |
| 1    | Luis León Sánchez (ESP)   | Caisse d'Epargne      | 5h 47' 13" | 80        |
| 2    | Aleksandr Vinokúrov (KAZ) | Astana Qazaqstan Team | m. t.      | 60        |
| 3    | Carlos Sastre (ESP)       | Cervélo TestTeam      | m. t.      | 50        |
| 4    | Haimar Zubeldia (ESP)     | Team RadioShack       | + 34"      | 40        |
| 5    | Joaquim Rodríguez (ESP)   | Team Katusha          | + 37"      | 30        |
| 6    | Ryder Hesjedal (CAN)      | Garmin-Slipstream     | m. t.      | 22        |
| 7    | Robert Gesink (NED)       | Rabobank ProTeam      | m. t.      | 14        |
| 8    | Nicolas Roche (IRL)       | AG2R La Mondiale      | m. t.      | 10        |
| 9    | Samuel Sánchez (ESP)      | Euskaltel–Euskadi     | m. t.      | 6         |
| 10   | Richie Porte (AUS)        | Team Saxo Bank        | m. t.      | 2         |